# اسکای نیوز
اسکای نیوز یک سازمان و تلویزیون ماهواره‌ای بریتانیایی رایگان پخش‌کنندهٔ خبر منطقه‌ای و بین‌المللی ۲۴ ساعته است که تأکید آن روی بریتانیا و حوادث خبری بین‌المللی است.اسکای نیوز (Sky News) از طریق یک سرویس خبری رادیویی و از طریق کانال های آنلاین توزیع می شود.  متعلق به گروه Sky، یک بخش از Comcast است. جان رایلی رئیس اسکای نیوز است، نقشی که او از ژوئن 2006 بر عهده داشته است. در سال 2019، اسکای نیوز به عنوان کانال خبری سال رویال تلویزیون رویال، دوازدهمین بار که این جایزه را دریافت می کند، انتخاب شد. این کانال و اخبار جهانی پخش زنده آن در وب سایت، پلتفرم های تلویزیونی، و پلتفرم های آنلاین مانند یوتیوب و اپل تی وی و دستگاه های مختلف تلفن همراه و پخش کننده های رسانه دیجیتال در دسترس است.

## وبگاه‌های رسمی
- SkyNews.com
- SkyNews.ie
- اسکای نیوز بین‌المللی (ادارهٔ جراید)
- ادارهٔ جراید اسکای برای اسکای نیوز